# Río Morrón
Río Morrón är ett vattendrag i Spanien. Det ligger i den östra delen av landet, 270 km öster om huvudstaden Madrid.